# Asschuur (Gouda)
De Asschuur is een voormalige opslagplaats voor haardas aan de Vest in de Nederlandse stad Gouda. Door de ligging aan het water van de Turfsingel kon het opgeslagen materiaal direct per schip over het water worden vervoerd. Het gebouw is een rijksmonument.
De Asschuur is een ontwerp van de Goudse timmerman Anthonie Oudijk, stichter van een bedrijf, dat later het aannemersbedrijf Nederhorst zou worden. De Asschuur werd gebouwd in 1844 en diende voor opslag van haardas. In de tijd dat haarden met turf werden gestookt werd de potas hieruit gebruikt bij de productie van zeep en glas. Toen overgeschakeld werd op steenkool verloor de as haar economische waarde. Ook werd steeds meer gebruikgemaakt van soda in plaats van potas. Het gebouw werd vervolgens onderdeel van de gemeentelijke reinigingsdienst. Rond 1900 werd de bovenverdieping bewoond door de directeur van deze dienst. Het pand is in de 20e eeuw ook nog als paardenstal in gebruik geweest. In 1970 kreeg het Goudse poppodium So What! de beschikking over het gebouw. Verbouwingen in de jaren erna hebben het gebouw geschikt gemaakt voor de gewijzigde bestemming als poppodium.
Tijdens werkzaamheden aan het gebouw in 1991 werden resten van de fundering van de vroegere stadsmuur van Gouda gevonden.